# Крамская, Тамара Ивановна
Тамара Ивановна Крамская (1936, теперь Курская область, Российская Федерация — ?)  — украинская советская деятельница, водитель трамвая Харьковского трамвайно-троллейбусного управления имени 60-летия Советской Украины. Депутат Верховного Совета СССР 11-го созыва от избирательного округа № 521 (1984—1989 годы).

## Биография
Родилась в крестьянской семье. Образование среднее.
В 1957—1967 годах — кондуктор, водитель, маршрутный диспетчер, начальник маршрута Харьковского трамвайно-троллейбусного управления.
Член КПСС с 1964 года.
С 1967 года — водитель трамвая № 12 Харьковского трамвайно-троллейбусного управления имени 60-летия Советской Украины города Харькова.

## Награды
- орден Ленина
- орден Трудового Красного Знамени
- медали
- Государственная премия СССР (.05.1984)